# Riserva naturale del Monte Mesma
La riserva naturale del Monte Mesma è un'area naturale protetta situata sull'omonimo monte, vicino alla riva sud-est del Lago D'Orta nei comuni di Ameno e Orta San Giulio, in provincia di Novara. La riserva è stata istituita dalla regione Piemonte con legge regionale del 1993.

## Territorio
La Riserva si trova a un'altezza compresa tra i 300 e i 576 m. s.l.d.m. e si estende su di una superficie di circa 52 ettari intorno al Monte Mesma, vicino alla riva sud-est del Lago D'Orta e la Riserva naturale del Colle di Buccione, in provincia di Novara.
L'area, che appartiene sia al comune di Ameno sia ad Orta San Giulio, presenta un aspetto paesaggistico e boschivo interessante e un complesso monumentale costituito da un convento e una chiesa di notevole valore storico e architettonico.

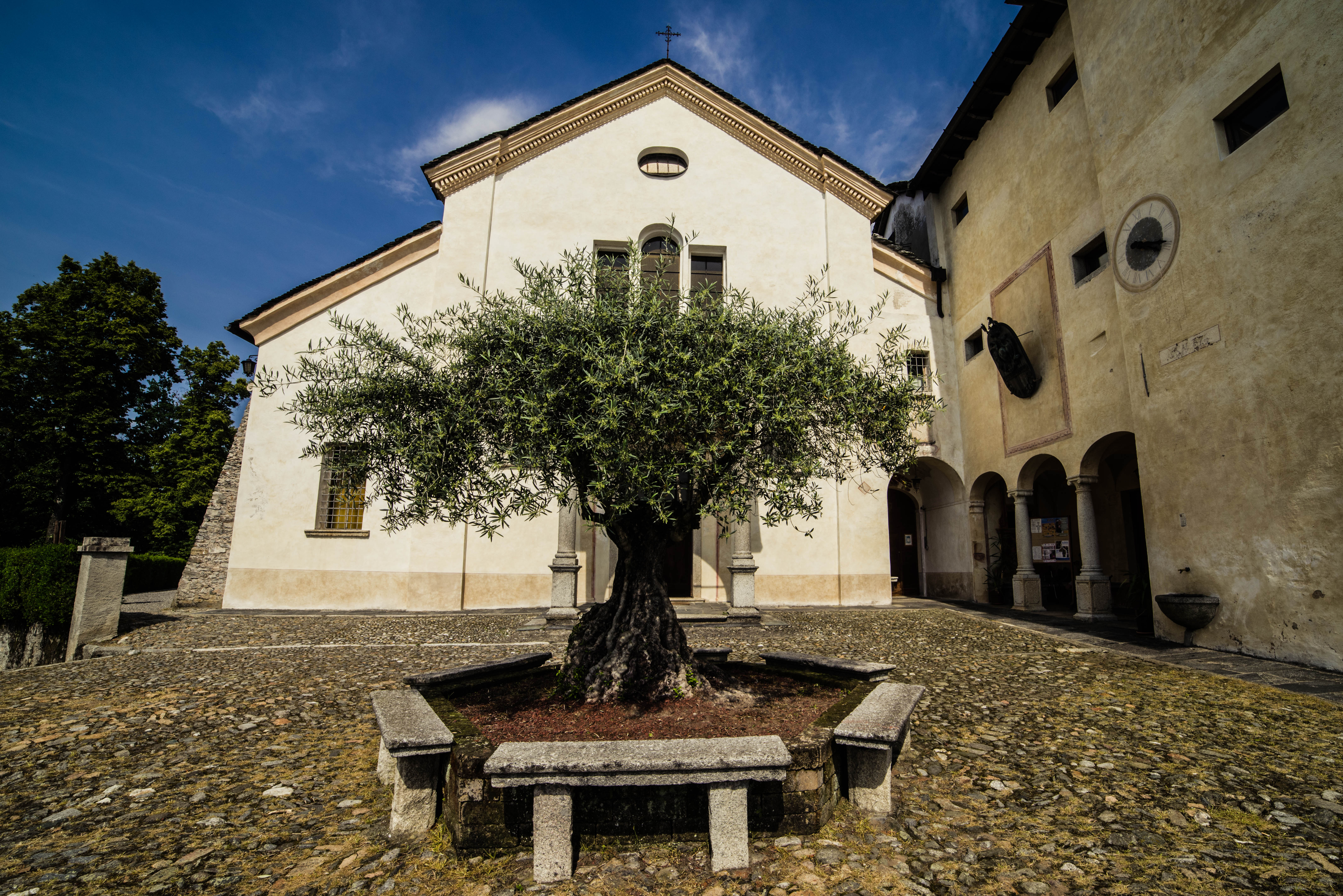
La chiesa del convento

## Accesso
La riserva è raggiungibile da Gozzano, Ameno e da Orta San Giulio, seguendo le relative indicazioni. Per arrivare al convento è possibile procedere sia con auto tramite strada asfaltata, sia a piedi da Lortallo percorrendo per circa 20 min. la Via Crucis o il “Percorso dei Castagni”.
L'area, inoltre, è raggiungibile anche in treno: giunti alla stazione di Bolzano Novarese bisogna proseguire a piedi per circa 2,5 Km.

## Flora
Le pendici del monte sono ricche di vegetazione e in particolare di boschi di castagno e di quercia, al di sotto dei quali scorrono il Rio Membra e il torrente Agogna. Nella la parte adiacente al convento, invece, i frati francescani coltivano ancora prati e orti.

## Fauna
La fauna presente nei boschi del monte mesma è composta da: caprioli, cinghiali, volpi, lepri e tassi.

## Convento Francescano di Monte Mesma
In cima al Monte Mesma sorgono un convento e una chiesa con alcune cappelle ubicate lungo il percorso processionale. Tale complesso religioso è stato edificato tra il 1619 e 1635 sui resti di un castello medievale costruito, nel XII secolo, dal comune di Novara e poi distrutto nel 1358 dagli abitanti di Lortallo e Ameno stanchi di soprusi e scorrerie.